# Herb gminy Bogdaniec
Herb gminy Bogdaniec – jeden z symboli gminy Bogdaniec, ustanowiony 8 lipca 1996.

## Wygląd i symbolika
Herb przedstawia na tarczy dwudzielnej w pas na części: górną zieloną i dolną niebieską w stosunku 2:1 złote koło młyńskie w jego centralnej części. 